# Хабібуллін Шаукат Таїпович
Шаукат Таїпович Хабібуллін (рос. Шаукат Таипович Хабибуллин; 7 лютого 1915 — 1996) — радянський астроном.
Родився в Ташкенті. У 1939 закінчив Казанський університет. Після навчання в аспірантурі Казанського університету з 1948 працював у ньому (спочатку асистент, потім доцент, з 1958 професор, завідувач кафедрою астрономії, з 1965 проректор; в 1949—1958 — завідувач астрометричним відділом обсерваторії імені В. П. Енгельгардта, в 1958—1965 — директор Міської обсерваторії університету).
Основні наукові роботи відносяться до теорії обертання Місяця, селенодезії і зоряної астрономії. У 1949—1953 одним з перших у світі успішно застосував фотографічні спостереження для вивчення фізичної лібрації Місяця. Запропонував новий спосіб визначення одного з параметрів фізичної лібрації (f). У результаті обробки фотографічних і геліометричних рядів спостережень Місяця показав, що значення параметра f близько до 0,62, а не 0,73, як вважали раніше. У 1966 практично одночасно з американським дослідником Д.Екгардтом і незалежно від нього розробив нелінійну теорію фізичної лібрації Місяця. Згодом виконав низку важливих робіт з визначення місячних координатних систем, вивчення геометричної фігури Місяця і її гравітаційного поля, аналізу руху супутників навколо центральних тіл. У 1949, використавши матеріал зіркових підрахунків Ф.X.Сирса, досліджував розподіл зіркових густин в Галактиці; запропонував метод вивчення темних туманностей і метод аналізу зіркових підрахунків у двох променях.
Заслужений діяч науки Татарської АССР (1970), заслужений діяч науки РРФСР (1975).